# Nancsangi csata
A nancsangi csata a második kínai–japán háború egyik összecsapása volt 1939. március 17. – május 9. között. Az összecsapás a stratégiai fontosságú Nancsang város birtoklásáért zajlott, mely Csianghszi tartomány legfontosabb vasúti központja volt és egyben – közelsége miatt – súlyos veszélyt jelentett a már japán megszállás alatt levő Vuhanban állomásozó japán egységekre. A csata – majdnem két hónapig tartó harcok után – a Japán Birodalmi Hadsereg győzelmével ért véget, a város elfoglalása megnyitotta az utat a japán csapatok számára Kína déli területei fele.

## Előzmények
Nancsang várost a japán csapatok az 1938 őszén lezajlott vuhani csata során közelítették meg, de a kínai csapatok a Hsziusuj-folyónál ekkor még megállították a japán előrenyomulást. A japán hadvezetés a tél közeledte miatt nem is erőltette az áttörést, helyette a téli hónapok alatt jelentős utánpótlással látta el a Vuhanban állomásozó 11. japán hadsereget és a sereg létszámát felduzzasztotta 120 000 főre. A tavasz beköszöntével a 11. hadsereg parancsnoka, Okamura Jaszudzsi kiadta a parancsot a Nancsang elleni támadásra.

## A csata
A japán csapatok először a Hsziusuj-folyó menti kínai állásokat vették heves tüzérségi tűz alá, a bombázás során vegyi fegyvert is bevetettek. Miután az itteni kínai csapatok ellenállását négy nap alatt megtörték, a folyón átkelve megkezdték az előrenyomulást a város irányába. Március 21-én hídfőállásokat építettek ki a folyó partján, majd március 26-án ezekből kitörve ostrom alá vették a várost, mely március 27-re a japánok kezére került. Március végén és április folyamán a japán csapatok a Nancsang környéki kisebb kínai védőállásokat is felszámolták.
Április 21-én azonban a kínai csapatok - kihasználva, hogy Nancsang térségéből jelentős számú japán erőket csoportosítottak át a Szujszhien-Caojangi csatában harcoló japán csapatok megsegítésére - meglepetésszerű ellentámadásba lendültek. A japánok kénytelenek voltak a Hsziusuj-folyóig visszavonulni, de itt továbbra is tartották magukat, a kínaiak próbálkozásai ellenére. Május 27-én a japánok ellentámadásba lendültek, heves tüzérségi és légi támogatás mellett, visszaszerezve az előző napokban elvesztett védőállásaik zömét. Ennek ellenére Csang Kaj-sek kiadta parancsba a hadműveletet irányító Xue Jue tábornoknak a város május 5-re való bevételét. A kínaiak hadművelete azonban kudarcba fulladt, majd május 9-én Xue Jue elrendelte a visszavonulást. Okamura Jaszudzsi - a japán csapatok kimerültségére tekintettel - nem rendelte el a visszavonuló kínai csapatok követését.

## Következmények
Nancsang elfoglalása megnyitotta az utat a japán csapatok előtt Kína déli területei felé, mely a későbbiekben súlyos következményekkel járt a Nemzeti Forradalmi Hadsereg számára. A város elvesztése negatívan érintette a kínai csapatok morálját is, mely nagy mértékben hozzájárult ahhoz, hogy a csatát követően csak 1939 őszén sikerült először győzelmet aratni a japánok felett.